# إنجاح (اسم)
إِنْجَاح هو اسم علم مؤنث من أصل عربي، ومعناه هو الظفر بالطلب وقضاء الحاجات.